# Oj, na livadi rdeča brogovita
Oj, na livadi rdeča brogovita (ukrajinsko Ой у лузі червона калина, latinizirano: Oj u luzi červona kalyna) je ukrajinska domoljubna koračnica, ki sta jo leta 1875 objavila Volodimir Antonovič in Mihajlo Dragomanov. V moderni različici jo je uglasbil skladatelj Stepan Čarnecki leta 1914 v čast in spomin na sičke strelce prve svetovne vojne. Pesem ima veliko različic in priredb.
Rdeča brogovita v pesmi (kalyna v ukrajinščini) – listopadni grm, ki zraste od štiri do pet metrov visoko – se omenja v vsej ukrajinski folklori. Za ukrajinski narod ima poseben pomen in njena silhueta je upodobljena ob robovih zastave ukrajinskega predsednika.
Po ruski priključitvi ukrajinskega polotoka Krim leta 2014 in nato ruski invaziji na Ukrajino leta 2022 je postalo petje »nacionalističnih himn«, kot je Rdeča brogovita, na Krimu kaznivo z zagroženo denarno in zaporno kaznijo.

## Zgodovina
Ker je pesem povezana s težnjo ukrajinskega ljudstva po neodvisnosti, je bilo njeno petje v obdobju, ko je bila Ukrajina sovjetska republika (1919–1991), prepovedano. Ukrajinski domoljubi so jo peli, četudi so vsakogar, ki so ga ujeli pri petju, zaprli, pretepli ali celo izgnali. Pesem je uporabljala tudi Ukrajinska vstajniška vojska.
Rdeče jagode brogovite so simbol, ki je del ukrajinske kulture že od srednjeveških časov.

## Ruska invazija na Ukrajino leta 2022
Marca 2022 je pesem pritegnila mednarodno pozornost, ko so jo, predstavljeno na Instagramu v a cappella izvedbi Andrija Hlivnjuka iz ukrajinske skupine BoomBox, ki poje prvi verz pesmi, priredili različni izvajalci po vsem svetu. Melodija je bila nekoliko spremenjena, saj je bil v prvi vrstici zbora zadnji zlog odpet v naraščajoči seksti. Po besedah Valentine Kuzik se v tej različica energija prvobitnega diha izvije iz stabilnih oblik in vstopi v nov življenjski prostor.
Skupina BoomBox je bila ob začetku ruske invazije na Ukrajino na turneji v ZDA. Hlivnjuk je turnejo skrajšal in se vrnil v Ukrajino, da bi se pridružil oboroženim silam. Videoposnetek je posnel, ko je v vojaški uniformi stal blizu Sofijskega trga v Kijevu v Ukrajini, in ga 27. februarja naložil na svoj Instagram račun, kjer je postal viralen.
Prvi umetnik, ki je remiksal Hlivnjukovo izvedbo, je bil južnoafriški glasbenik The Kiffness v začetku marca 2022. Konec istega meseca sta s pesmijo v znak protesta proti invaziji na Svetovnem prvenstvu v umetnostnem drsanju 2022 nastopila ukrajinska plesalca na ledu Oleksandra Nazarova in Maksim Nikitin.
Aprila 2022 je Hlivnjukov posnetek uporabila skupina Pink Floyd za vokalno skladbo »Hey, Hey, Rise Up!«, izdano kot singel in video za pomoč ukrajinskim humanitarnim prizadevanjem. V videoposnetku je bila Hlivnjukova izvedba projicirana za skupino med nastopom in delno prikazana na velikem zaslonu. Pesem se začne s samplom iz drugega posnetka »Oj, rdeča brogovita ...« ukrajinskega ljudskega zbora Verjovka.
Od takrat so se na YouTubu pojavile nove različice in celo remiksi izvirnega remiksa.

### Prepoved na Krimu
Po ruski priključitvi ukrajinskega polotoka Krim leta 2014 in nato ruski invaziji na Ukrajino leta 2022 je bilo petje »nacionalističnih himn«, kot je Rdeča brogovita, na Krimu razglašeno za diskreditacijo ruske vojske in kaznivo z zagroženo denarno in zaporno kaznijo. Septembra 2022 so ruske okupacijske oblasti na Krimu zaradi »diskreditacije« ruskih oboroženih sil s predvajanjem pesmi zaprle in oglobile udeležence poročne zabave. Zaprti in kaznovani so bili tudi pevci pesmi v nekem spletnem videu.
Sergej Aksjonov, ruski vodja polotoka Krim, je opozoril, da bodo oblasti ljudi za petje takšnih pesmi ostro kaznovale. Dejal je, da »ljudje, ki to počnejo, ravnajo kot izdajalci«, in da se s to zadevo ukvarja posebna skupina varnostne službe FSB.

### Lestvice
| Lestvica (2022)          | Najboljša uvrstitev |
| ------------------------ | ------------------- |
| Ukraine Airplay (TopHit) | 1                   |

| Lestvica (2022)          | Najboljša uvrstitev |
| ------------------------ | ------------------- |
| Ukraine Airplay (TopHit) | 1                   |

| Lestvica (2022)          | Uvrstitev |
| ------------------------ | --------- |
| Ukraine Airplay (TopHit) | 2         |

## Besedila
| Ukrajinski izvirnik | Prečrkovanje | Prevod |
| --- | --- | --- |
| Ой у лузі червона калина похилилася, Чогось наша славна Україна зажурилася. А ми тую червону калину підіймемо, А ми нашу славну Україну, гей-гей, розвеселимо! А ми тую червону калину підіймемо, А ми нашу славну Україну, гей-гей, розвеселимо!                          | Oj u luzi červona kalyna pohylylasja, Čogos’ naša slavna Ukrajina zažurylasja. A my tuju červonu kalynu pidijmemo, A my našu slavnu Ukrajinu, gej-gej, rozveselymo! A my tuju červonu kalynu pidijmemo, A my našu slavnu Ukrajinu, gej-gej, rozveselymo!                            | Oj, na livadi rdeča brogovita se je pripognila, le zakaj žaluje naša slavna Ukrajina. In to rdečo brogovito kvišku bomo dvignili in, hej-hej, našo slavno Ukrajino vzradostili! In to rdečo brogovito kvišku bomo dvignili in, hej-hej, našo slavno Ukrajino vzradostili!                 |
| Не хилися, червона калино, маєш білий цвіт, Не журися, славна Україно, маєш вільний рід. А ми тую червону калину підіймемо, А ми нашу славну Україну, гей-гей, розвеселимо! А ми тую червону калину підіймемо, А ми нашу славну Україну, гей-гей, розвеселимо!             | Ne hylysja, červona kalyno, maješ bilyj cvit, Ne žurysja, slavna Ukrajino, maješ vil’nyj rid. A my tuju červonu kalynu pidijmemo, A my našu slavnu Ukrajinu, gej-gej, rozveselymo! A my tuju červonu kalynu pidijmemo, A my našu slavnu Ukrajinu, gej-gej, rozveselymo!             | Ne leži nizko, rdeča brogovita, si cveta belega, ne skrbi, slavna Ukrajina, tvoj rod svobodnega srca. In to rdečo brogovito kvišku bomo dvignili in, hej-hej, našo slavno Ukrajino vzradostili! In to rdečo brogovito kvišku bomo dvignili in, hej-hej, našo slavno Ukrajino vzradostili! |
| Марширують наші добровольці у кривавий тан, Визволяти братів-українців з московських кайдан. А ми наших братів-українців визволимо, А ми нашу славну Україну, гей-гей, розвеселимо! А ми наших братів-українців визволимо, А ми нашу славну Україну, гей-гей, розвеселимо! | Maršyrujut’ naši dobrovol’ci u kryvavyj tan, Vyzvoljaty brativ-ukrajinciv z moskovs’kyh kajdan. A my našyh brativ-ukrajinciv vyzvolymo, A my našu slavnu Ukrajinu, gej-gej, rozveselymo! A my našyh brativ-ukrajinciv vyzvolymo, A my našu slavnu Ukrajinu, gej-gej, rozveselymo!   | Naši prostovoljci so v krvavi boj krenili, da brate Ukrajince bi iz moskovskih okov rešili. In naše brate Ukrajince bomo osvobodili in, hej-hej, našo slavno Ukrajino vzradostili! In naše brate Ukrajince bomo osvobodili in, hej-hej, našo slavno Ukrajino vzradostili!                 |
| Ой у полі ярої пшенички золотистий лан, Розпочали стрільці українські з ворогами тан. А ми тую ярую пшеничку ізберемо, А ми нашу славну Україну, гей-гей, розвеселимо! А ми тую ярую пшеничку ізберемо, А ми нашу славну Україну, гей-гей, розвеселимо!                    | Oj u poli jaroji pšenyčky zolotystyj lan, Rozpočaly stril’ci ukrajins’ki z vorogamy tan. A my tuju jaruju pšenyčku izberemo, A my našu slavnu Ukrajinu, gej-gej, rozveselymo! A my tuju jaruju pšenyčku izberemo, A my našu slavnu Ukrajinu, gej-gej, rozveselymo!                  | Na polju zlata se jare brazda vije pšenice, ukrajinski strelci v sovražnika sprožijo puščice. In to dragoceno, jaro pšenico bomo zložili in hej-hej, našo slavno Ukrajino vzradostili! In to dragoceno, jaro pšenico bomo zložili, in hej-hej, našo slavno Ukrajino vzradostili!          |
| Як повіє буйнесенький вітер з широких степів, То прославить по всій Україні січових стрільців. А ми тую стрілецькую славу збережемо, А ми нашу славну Україну, гей-гей, розвеселимо! А ми тую стрілецькую славу збережемо, А ми нашу славну Україну, гей-гей, розвеселимо! | Jak povije bujnesen’kyj viter z šyrokyh stepiv, To proslavyt’ po vsij Ukrajini sičovyh stril’civ. A my tuju strilec’kuju slavu zberežemo, A my našu slavnu Ukrajinu, gej-gej, rozveselymo! A my tuju strilec’kuju slavu zberežemo, A my našu slavnu Ukrajinu, gej-gej, rozveselymo! | Ko iz širokih step veter viharni zavé, po vsej Ukrajini sičevske strelce časté. In slavo teh strelcev bomo ohranili in, hej-hej, našo slavno Ukrajino vzradostili! In slavo teh strelcev bomo ohranili, in, hej-hej, našo slavno Ukrajino vzradostili!                                    |